# Buggenhout
Buggenhout est une commune néerlandophone de Belgique dans le Denderstreek située en Région flamande dans la province de Flandre-Orientale.
Le centre géographique de la Région flamande est situé à Buggenhout plus précisement dans la section de Opdorp.

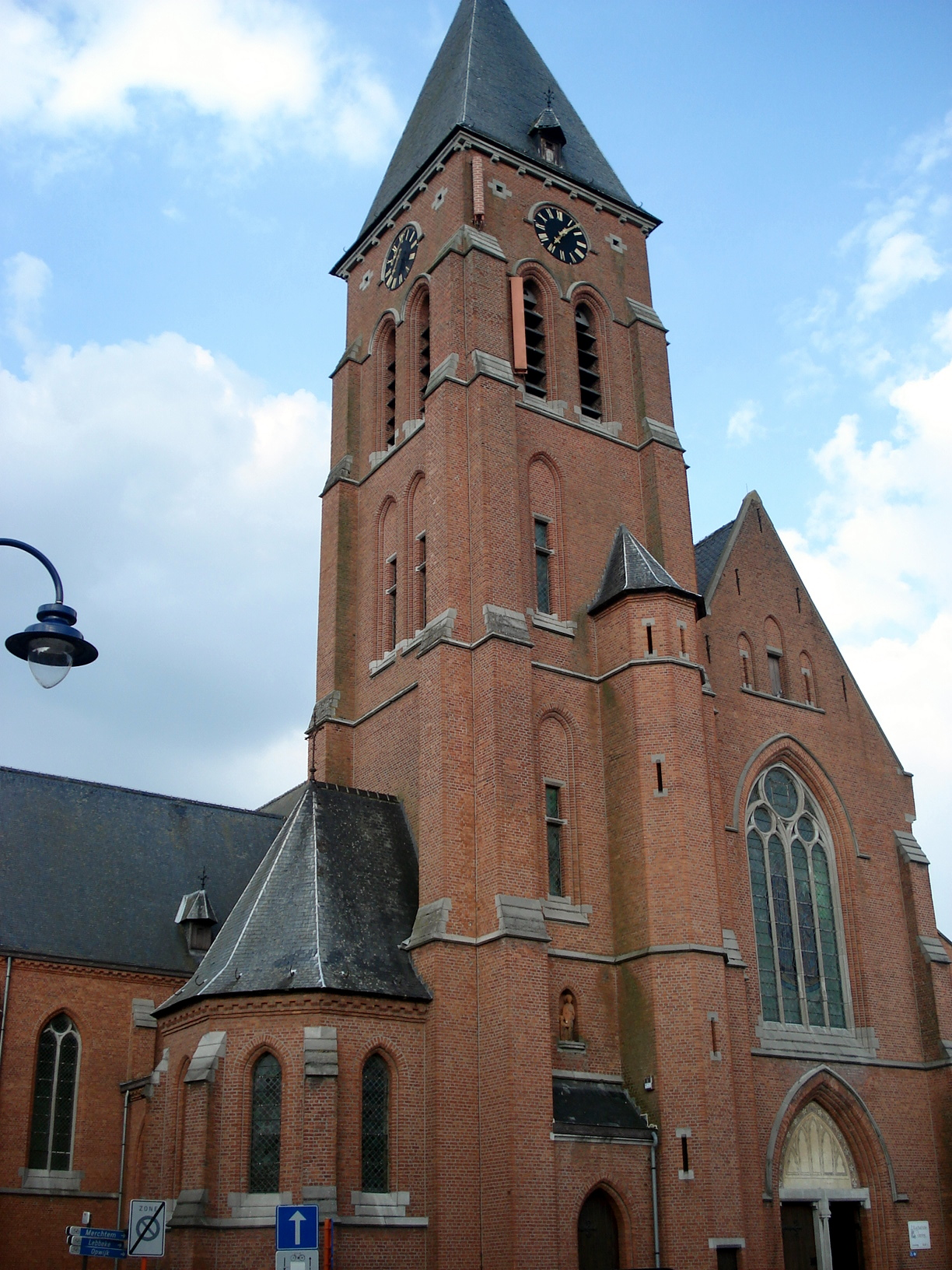
Buggenhout : église néogothique dans le quartier Opstal.

## Sections de la commune
| # | Section    | Superf. (km²) | Habitants (2020) | Habitants par km² | Code INS         |
| - | ---------- | ------------- | ---------------- | ----------------- | ---------------- |
| 1 | Buggenhout | 20,58         | 12.419           | 603               | 42004A0-A1-A3-A4 |
| 2 | Opdorp     | 5,05          | 2.237            | 443               | 42004A2          |

## Histoire
Seigneurie de Buggenhout (Brabant): Au XVIIe siècle, les comtes d'Hénin, de la famille de Bournonville, sont promus princes. En 1658, la seigneurie de Buggenhout est érigée en principauté de Bournonville par ordre royal de Philippe IV d'Espagne pour Alexandre Hippolyte de Bournonville. La principauté de Buggenhout/Bournonville a existé jusqu'en 1793.

## Héraldique
|  | La commune possède des armoiries qui lui ont été octroyées le 15 mars 1966 et confirmée le 6 juin 1995. Elles proviennent des armoiries de la famille Bournonville. La famille possédait déjà de nombreux biens dans la région depuis le Moyen Âge.En 1966, les armoiries des princes furent adoptées en tant qu'armoiries de la municipalité. Blasonnement : De sable à un lion d'argent à la queue fourchue passée en sautoir armé, couronné et lampassé d'or. L'écu timbré d'une couronne d'or à cinq fleurons. Source du blasonnement : Heraldy of the World. |

## Démographie

### Évolution démographique: Avant la fusion des communes
- Sources : INS, Rem. : 1831 jusqu'en 1970 = recensements, 1976 = nombre d'habitants au 31 décembre[4].

### Évolution démographique de la commune fusionnée
Graphe de l'évolution de la population de la commune. Les données ci-après intègrent les anciennes communes dans les données avant la fusion en 1977.
- Source : DGS - Remarque: 1831 jusqu'à 1981=recensement; depuis 1990=nombre d'habitants chaque 1er janvier[5]

## Personnalités liées
- Michael Windey (1921-2009), prêtre jésuite belge, missionnaire en Inde y est né.